# Staatszug (Italien)

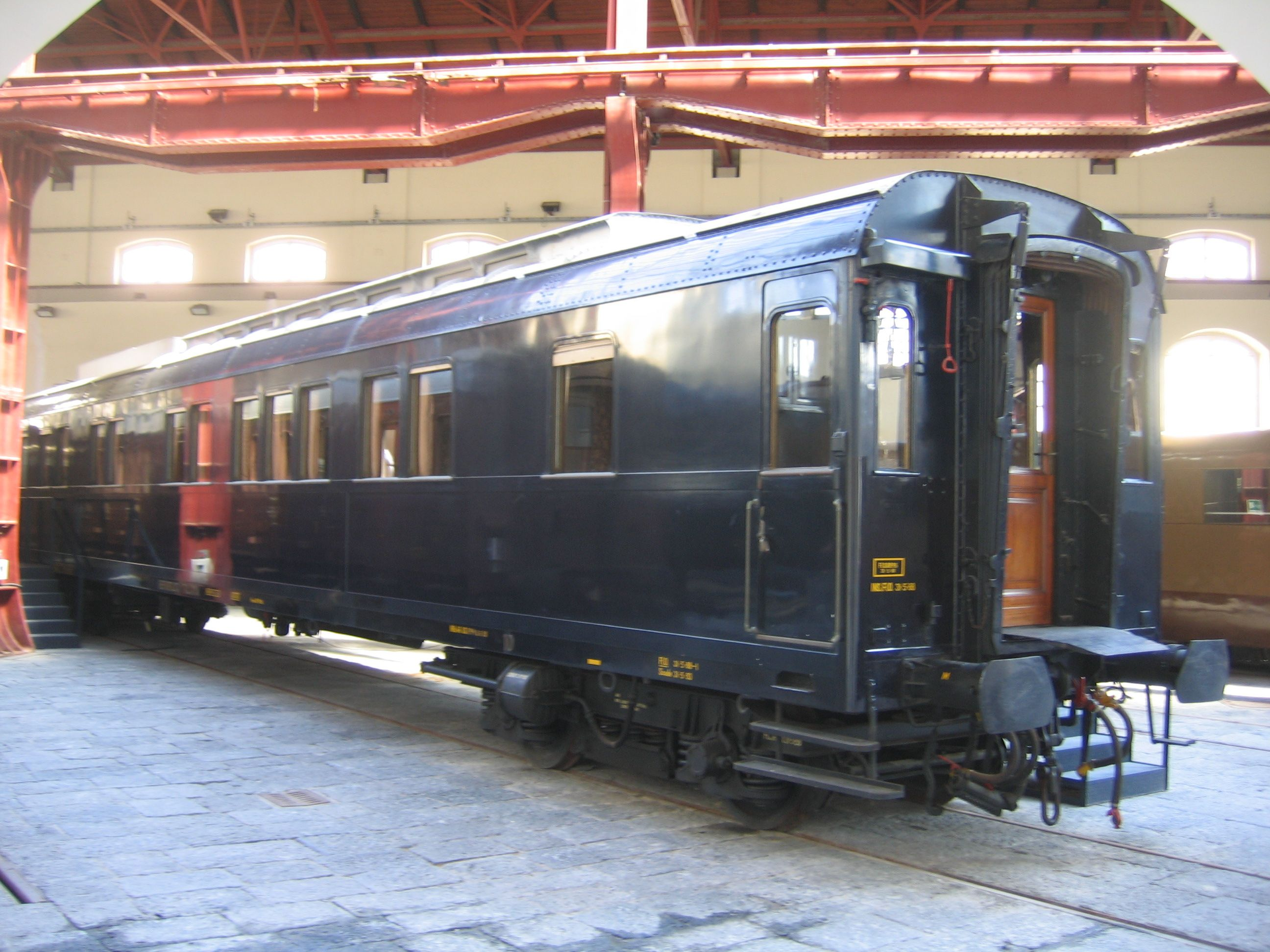
Wagen des königlichen Hofzugs von 1929 im Eisenbahnmuseum Pietrarsa

Von den Hofzügen der italienischen Könige ist bis zum Anfang des 20. Jahrhunderts wenig bekannt, besser ist die Informationslage ab 1929.

## Anfänge

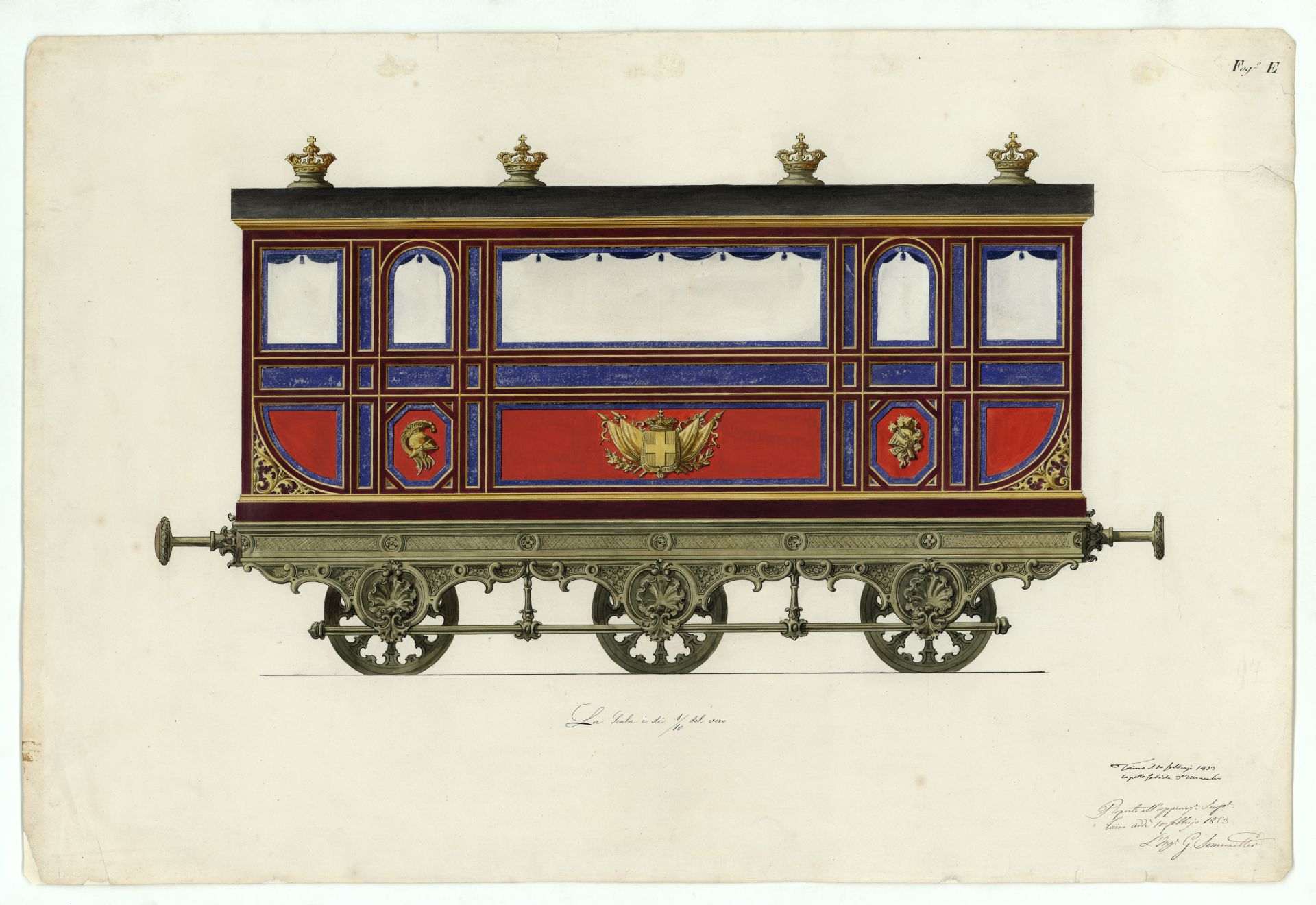
Zeichnung eines Salonwagens für den König von Sardinien-Piemont, 1853

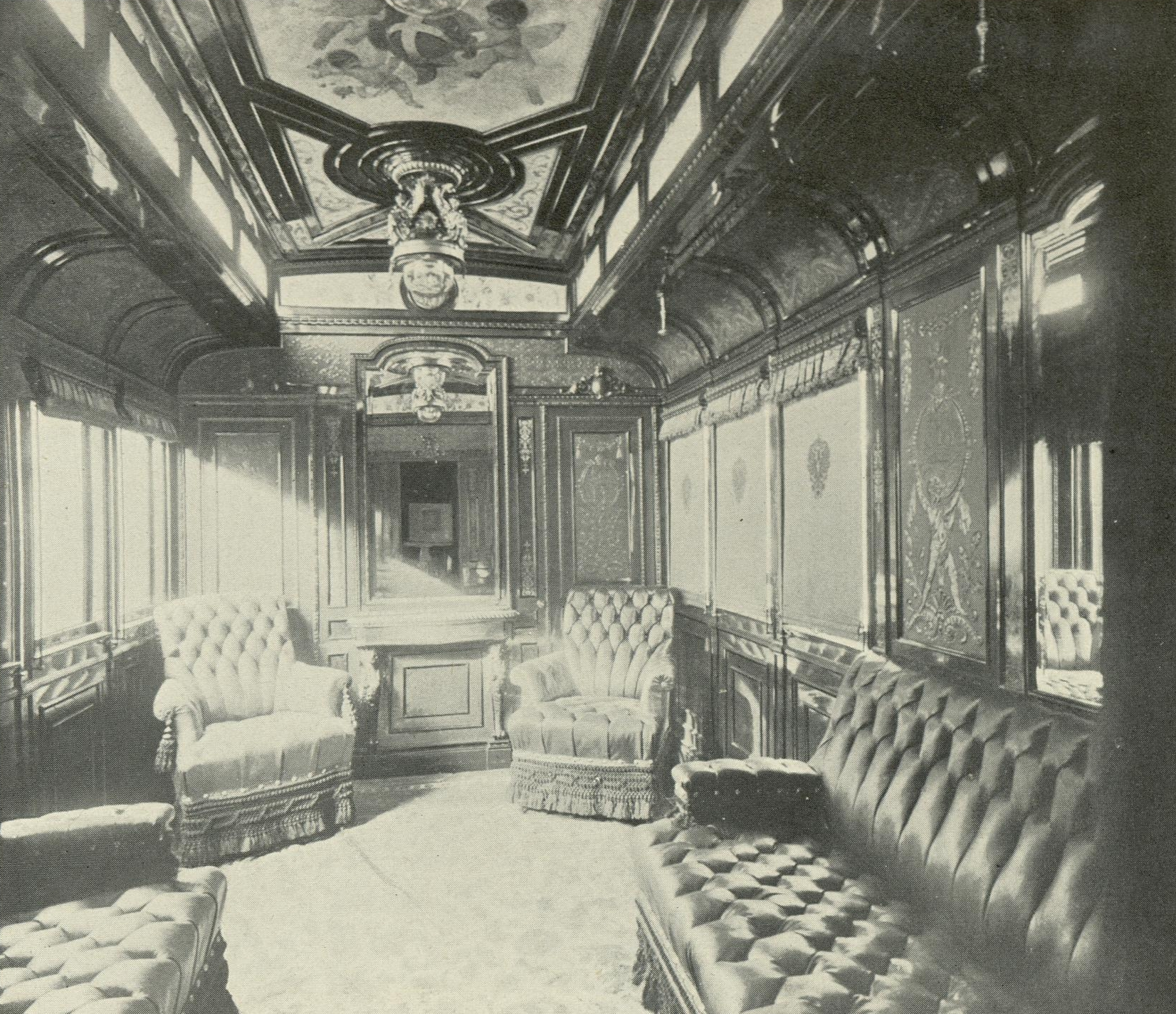
Salon der Königin des in Nürnberg gebauten Hofzuges

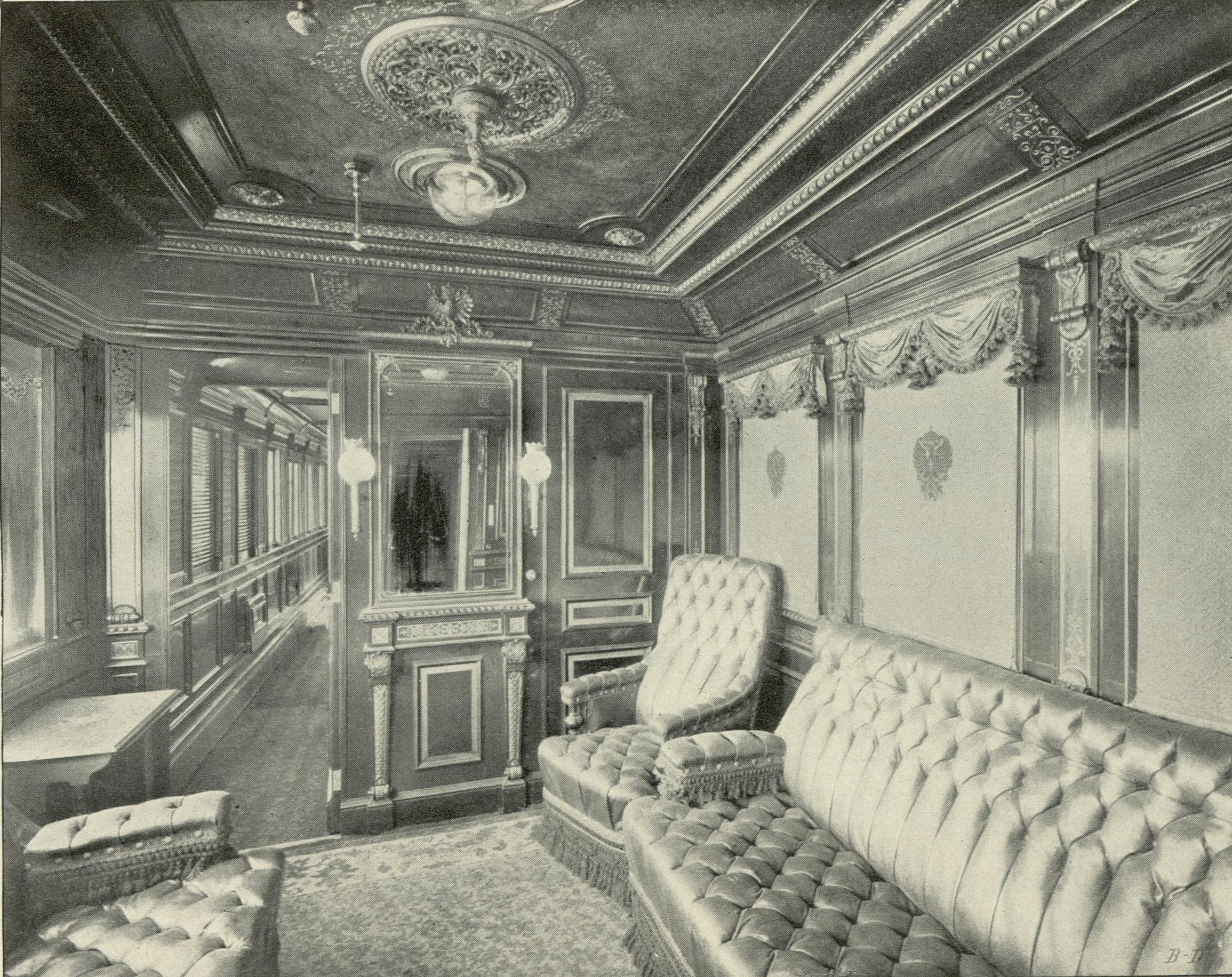
Salon des Königs des in Nürnberg gebauten Hofzuges

Es wird davon ausgegangen, dass den italienischen Königen auch im 19. Jahrhundert bereits Salonwagen oder Hofzüge zur Verfügung standen. Dazu ist jedoch wenig bekannt.
Die Maschinenbau-Gesellschaft Nürnberg baute in der zweiten Hälfte des 19. Jahrhunderts einen Hofzug für das italienische Königshaus.
Mindestens ein Aussichtswagen der Canadian Pacific Railway (CPR), der vor dem Ersten Weltkrieg auf Tauern- und Wocheinerbahn lief, nach dem Krieg von der österreichischen Eisenbahn übernommen und dann als Reparationsleistung an Italien abgegeben worden war, wurde zu einem Salonwagen für die Königin von Italien umgebaut.

## Königszüge
In der Zwischenkriegszeit gab es in Italien zwei Königszüge, einen für offizielle Anlässe und einen zweiten für andere Anlässe. Die Wagen waren blau lackiert. Die zentralen Wagen, die in beiden Zügen eingesetzt wurden, entstanden 1929/30 bei Fiat in Turin anlässlich der Hochzeit des späteren Königs Umberto (II.) mit Prinzessin Marie José von Belgien. Das Innere der drei zentralen Fahrzeuge, den Salonwagen des Königs, den Salonwagen der Königin und den Speisewagen mit 20 Sitzplätzen gestaltete der Architekt Giulio Casanova nach einer entsprechenden Ausschreibung des italienischen Verkehrsministeriums.
- Der Königszug für offizielle Anlässe bestand aus 11 Wagen.
- Der „private“ Zug hatte 15 Wagen und stand auch anderen Mitgliedern des Königshauses für private Reisen zur Verfügung.

Die Ausstattung war überaus prächtig und aufwändig. Verwendet wurden Mahagoni, geprägte Kalbsledertapeten, Atlas und Seidenvelours. Prinz Heinrich von Hessen beschreibt in seiner Autobiographie Fahrten in einem der Salonwagen vom Brenner zu seiner Großmutter, Königin Elena von Italien, nach Rom. Die Fahrzeuge sind – soweit erhalten – heute zumeist in Rom stationiert.

## Weitere Züge und Salonwagen
1933 nahm die Ferrovie dello Stato Italiane (FS) einen Zug, der aus fünf Wagen bestand, für den „Duce“, Benito Mussolini, in Betrieb.

## Nachverwendung

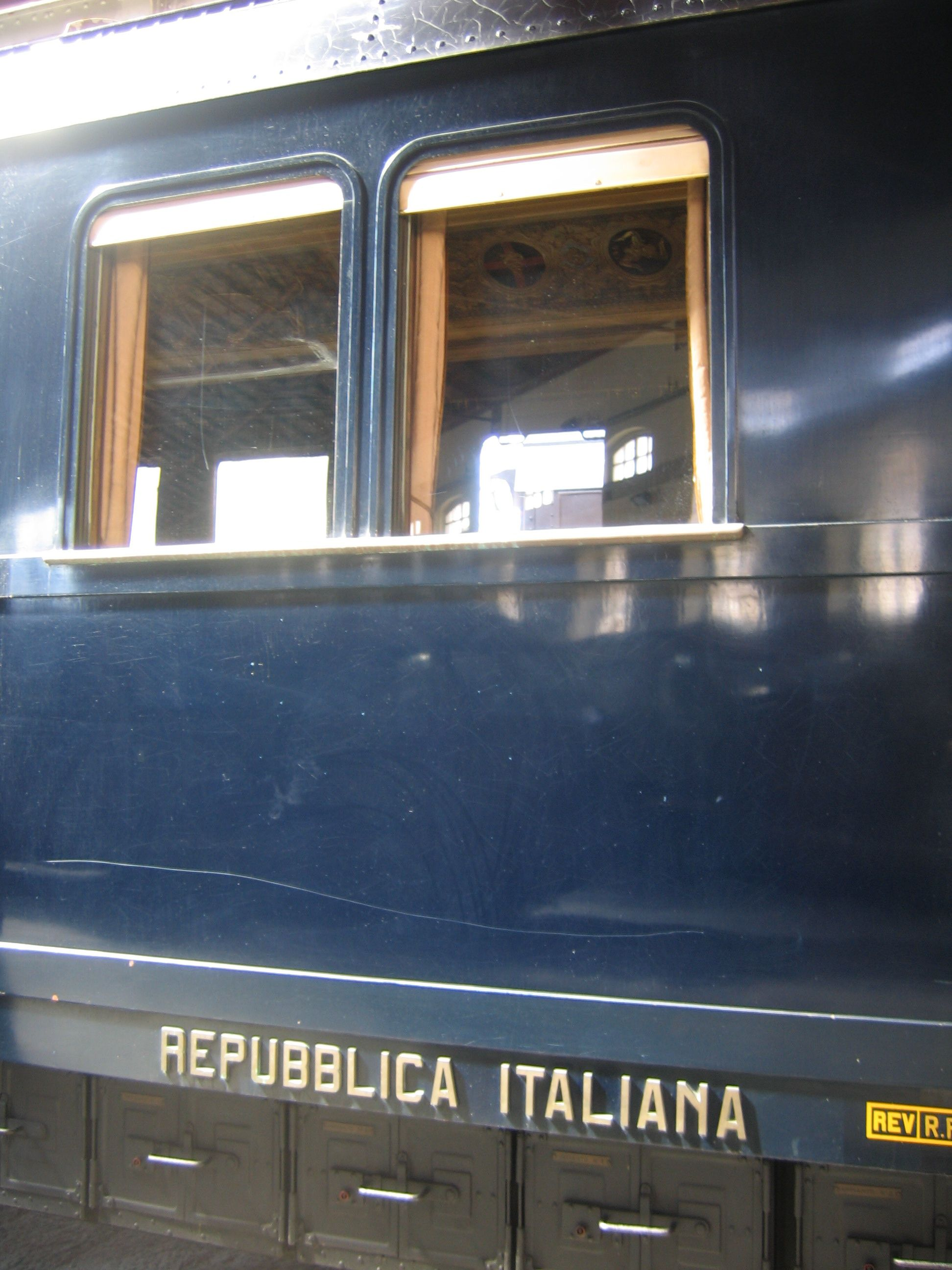
Italienischer Königswagen nach Übernahme durch die Republik

Einige der Wagen der Königszüge wurden 1947/1948 nach Abschaffung der Monarchie für die Nutzung durch den italienischen Staatspräsidenten umgebaut. Dabei wurde die Innenausstattung weitestgehend erhalten. Diese Wagen kamen wahrscheinlich auch noch bei dem Staatsbesuch von Königin Elisabeth II. in Italien 1961 zum Einsatz und wurden Papst Johannes XXIII. 1962 für seine Fahrt vom Vatikan nach Loreto und Assisi zur Verfügung gestellt.
Ein Salonwagen aus dem Zug ist im Nationalen Eisenbahnmuseum Pietrarsa ausgestellt. Dieser Wagen wurde von Präsident Francesco Cossiga 1989 dem Museum übergeben.